# 矢作部真長
矢作部 真長（やはぎべ の まなが、生没年不詳）は、奈良時代の防人。

## 経歴・人物
下野国結城郡の人物。天平勝宝7歳（755年）2月、防人として筑紫に派遣された際に詠んだ歌が『万葉集』に1首入集。

## 歌
- 我が門の 五本柳 いつもいつも 母が恋すす 業ましつつも[2]